# Demián González
Demián González (Morón, 21 febbraio 1983) è un pallavolista argentino, palleggiatore del Ciudad.

## Carriera

### Club
La carriera di Demián González inizia nel 2002, quando viene ingaggiato dal Club de Amigos, dove gioca per quattro annate, e col quale debutta nella Liga A1 de Vóley, vincendo uno scudetto. Nel campionato 2006-07 si trasferisce in Romania, dove partecipa alla Divizia A1 col Tomis Costanza, vincendo lo scudetto e la coppa nazionale, nel campionato seguente rientra in Argentina, vestendo la maglia del Chubut.
Nella stagione 2008-09 inizia una militanza di ben sette annate nell'UPCN, col quale si aggiudica cinque scudetti, due edizioni della Coppa ACLAV, un Torneo Súper 8, quattro edizioni della Coppa Máster e due del campionato sudamericano per club, impreziositi da numerosi riconoscimenti individuali, sia come MVP che come miglior palleggiatore.
Nel campionato 2015-16 gioca nella Superliga Série A brasiliana col BVC. Nel campionato seguente approda nella Efeler Ligi turca, dove però resta solo brevemente, rientrando in patria per vestire la maglia del Bolívar per il resto dell'annata, vincendo ancora uno scudetto e una Coppa Máster. Nella stagione 2018-19 fa ritorno al BVC, restandovi per sei annate, nel corso delle quali conquista tre edizioni del Campionato Paulista e una Coppa San Paolo.
Nella stagione 2024-25 rientra in patria grazie all'ingaggio del Ciudad, con il quale conquista la Supercoppa argentina e la coppa nazionale.

### Nazionale
Nel 2009 veste per la prima volta la maglia della nazionale argentina, vincendo la medaglia d'argento al campionato sudamericano, bissando questo metallo anche alla Coppa panamericana 2010 e 2015 (venendo inoltre premiato come miglior palleggiatore in quest'ultima edizione), mentre alla Coppa panamericana 2014 si aggiudica il bronzo; partecipa inoltre ai Giochi della XXXI Olimpiade.
Vince poi la medaglia d'argento ai XIX Giochi panamericani.

## Palmarès

### Club
- Campionato argentino: 7

2005-06, 2010-11, 2011-12, 2012-13, 2013-14, 2014-15, 2016-17
- Campionato rumeno: 1

2006-07
- Coppa di Romania: 1

2006-07
- Coppa ACLAV: 3

2012, 2013, 2024
- Torneo Súper 8: 1

2010
- Coppa Máster: 5

2010, 2011, 2013, 2014, 2015
- Supercoppa argentina: 1

2024
- Campionato sudamericano per club: 2

2013, 2015
- Campionato Paulista: 3

2020, 2021, 2022
- Coppa San Paolo: 1

2019

### Nazionale
- Coppa panamericana 2010
- Coppa panamericana 2014
- Coppa panamericana 2015
- Giochi panamericani 2023

### Premi individuali
- 2013 - Liga Argentina de Voleibol: MVP della finale
- 2013 - Campionato sudamericano per club: MVP
- 2013 - Campionato sudamericano per club: Miglior palleggiatore
- 2014 - Campionato sudamericano per club: Miglior palleggiatore
- 2014 - Liga Argentina de Voleibol: Miglior argentino
- 2014 - Liga Argentina de Voleibol: Miglior palleggiatore
- 2015 - Campionato sudamericano per club: Miglior palleggiatore
- 2015 - Liga Argentina de Voleibol: Miglior argentino
- 2015 - Liga Argentina de Voleibol: Miglior palleggiatore
- 2015 - Coppa panamericana: Miglior palleggiatore